# ريتشارد أرنولد (ضابط)
ريتشارد أرنولد (بالإنجليزية: Richard Arnold)‏ هو ضابط أمريكي، ولد في 12 أبريل 1828 في بروفيدنس في الولايات المتحدة، وتوفي في 8 نوفمبر 1882 في نيويورك في الولايات المتحدة.